# Trattato di Sistova
Il Trattato di Sistova pose fine all'ultima guerra austro-turca (1787-91). Mediato da Gran Bretagna, Prussia e Paesi Bassi, fu firmato a Sistova (l'odierna Svishtov) in Bulgaria il 4 agosto 1791. Il trattato fu scritto in francese e turco.

## Storia
La monarchia asburgica era stata respinta nel primo anno di guerra, ma poi riuscì a conquistare Belgrado e ottenne un'altra vittoria vicino a Calafat nel 1790. Anche l'alleato dell'Austria, la Russia, ebbe molti successi, ma l'Austria era minacciata dall'invasione della Prussia. Inoltre era scoppiata la rivoluzione francese che richiedeva l'urgente attenzione dell'Austria. Sotto questa pressione, l'Austria accettò solo i guadagni molto magri dalla guerra: solo la città di Orsova (l'odierna Orșova ) e due piccoli luoghi sulla frontiera croata furono ceduti all'Austria.
Questo trattato pose fine alle guerre austro-ottomane. L'Austria non ha partecipato alle guerre guidate dalla Russia contro gli Ottomani durante il XIX e il XX secolo.
Con la fine della guerra turca, l'Austria si unì alla Prussia nella dichiarazione di Pillnitz il 27 agosto e rinunciò a qualsiasi espansione a spese dell'Impero Ottomano. In cambio, la Prussia promise di non espandersi a est e di non sostenere la rivoluzione del Brabante. Entrambi i paesi si sarebbero impegnati a intervenire in Francia se le varie potenze europee, qualora necessario, fossero state tutte d'accordo.